# Gleichwahrscheinlichkeitsmodell
Bei dem Gleichwahrscheinlichkeitsmodell von J. C. Harsanyi handelt es sich um ein Gedankenexperiment zur Modellierung einer hypothetischen Ausgangssituation für eine rationale und ethisch begründbare Entscheidung.
John Harsanyi spricht sich in seiner Theorie für eine Moralphilosophie aus, die sich nicht auf die Fundamente von Institutionen stützt, sondern die Handlungen an einem nachweisbaren gesellschaftlichen Nutzen misst. Dabei versucht Harsanyi, die moralischen Entscheidungssituationen, in denen sich die Menschen befinden, konsequentialistischen Rationalitätspostulaten zu unterwerfen und entwickelt so seine moderne Fassung eines klassischen Utilitarismus. Harsanyi sieht dabei die Ethik als Teiltheorie einer allgemeinen Theorie des Rationalen Handelns.

## Einordnung der Theorie
Die Theorie Harsanyis zählt zu einer utilitaristischen Ethik und lässt sich somit der normativen Ethik zuschreiben. Harsanyi selbst spricht sich für den Präferenzutilitarismus aus. In Bezug auf die Debatte zwischen Regel- und Handlungsutilitaristen hält er den Regelutilitarismus für geeigneter, um Kooperation und verlässliche Verhaltenserwartungen unter mehreren Akteuren sicherzustellen.

## Basis des Modells
Die Basis der Theorie Harsanyis bilden mehrere Säulen. Zum einen ist die moderne
Entscheidungstheorie aufzuführen. Sie ist ein Zweig der Wahrscheinlichkeitstheorie
und dient dazu, die Folgen von Handlungen zu evaluieren.
Als zweite Säule nennt Harsanyi die Spieltheorie. Ihr geht es um die Modellierung von Situationen in Interaktionssystemen, die aus mindestens zwei Individuen bestehen.
Eine weitere Grundlage stellen die Überlegungen von Adam Smith dar. Er hat die Figur eines objektiven und mitfühlenden Beobachters (der Gesellschaft) entworfen. Bei Harsanyi ist jeder Entscheider ein Beobachter. Jedoch – im Unterschied zu Smith – „wohnt“ Harsanyis Beobachter in der Gesellschaft und ist von seinen Entscheidungen selbst betroffen, was natürlich eine Ausblendung persönlicher Interessen während des (moralischen) Entscheidungsprozesses erschwert.
Auch auf Immanuel Kant lässt Harsanyi seine Theorie basieren. Bei Harsanyi spielt ebenfalls die kantsche Universalisierbarkeit eine wichtige Rolle. Eine nicht universalisierbare Entscheidung kann keine moralische sein.
Schließlich stellt der Utilitarismus – wie bereits gesehen – das moralphilosophische Fundament.
Wie der Utilitarismus nimmt auch Harsanyi die Maximierung des gesellschaftlichen Nutzens (hier: Durchschnittsnutzen) als Basisprinzip.

## Das Modell des Durchschnittsnutzenprinzip
Das Gedankenexperiment beruht auf der Tatsache, dass eine moralische Entscheidung – um überhaupt als solche qualifiziert zu sein – nicht von persönlichen Präferenzen des Entscheiders abhängen darf. Da solche persönlichen Präferenzen nur schwerlich zu unterdrücken sind, konstruiert Harsanyi das Gleichwahrscheinlichkeitsmodell („equiprobability model“). Dabei handelt es sich um folgende Entscheidungssituation: Eine Gesellschaft besteht aus {\displaystyle n} Mitgliedern. Es soll nun zwischen mehreren Alternativen entschieden werden. Dabei hat keines der {\displaystyle n} Individuen Kenntnis davon, in welcher Position es sich später, wenn man sich für eine Alternative entschieden hat, befinden wird. Es könnte sowohl den besten Platz (Platz 1), als auch den schlechtesten Platz (Platz {\displaystyle n}) einnehmen. Das Individuum muss damit rechnen, jede der {\displaystyle n} Positionen in der späteren Gesellschaft mit derselben Wahrscheinlichkeit zu erreichen.
Das Individuum muss sich in seiner Entscheidung nach seinem erwarteten Nutzen ({\displaystyle U}), dem Erwartungsnutzen {\displaystyle \operatorname {E} (U)}, richten. Der Erwartungsnutzen ({\displaystyle \operatorname {E} (U(s))}), der aus den Umweltzuständen {\displaystyle s_{i}} mit den Eintrittswahrscheinlichkeiten {\displaystyle \pi _{i}} (mit {\displaystyle i\in \mathbf {N} }, {\displaystyle 0\leq \pi _{i}\leq 1} und {\displaystyle \sum \pi _{i}=1}) resultiert, ist definiert durch {\displaystyle \operatorname {E} (U(s))=\sum _{i=1}^{n}\pi _{i}U(s_{i})}.
Harsanyi geht es jedoch nicht um die Maximierung des Nutzens einer einzelnen Person, sondern darum, dass ein unparteilicher Entscheider (das Individuum {\displaystyle i}) die gesamte gesellschaftliche Wohlfahrt ({\displaystyle W_{i}}) maximiert. Die Gesellschaft besteht dabei aus {\displaystyle j} Individuen, deren Präferenzen alle gleich gewichtet werden müssen. Wie bereits oben genannt, „wohnt“ der Entscheider {\displaystyle i} in der Gesellschaft, ist also ein Teil von {\displaystyle j}.
Bei Gleichwahrscheinlichkeit aller Positionen, also bei {\displaystyle \pi _{1}=\pi _{2}=\cdots =\pi _{n}} und bei der Gleichgewichtung aller Präferenzen, ergibt sich als gesamtgesellschaftliche Wohlfahrtsfunktion einer Alternative: {\displaystyle W_{i}={\frac {1}{n}}\sum _{j=1}^{n}U_{j}}.
Diese Gleichung stellt die gesamtgesellschaftliche Wohlfahrt als arithmetisches Mittel aller individuellen Nutzenfunktionen dar. Da ein Mittelmaß auch als Durchschnitt bezeichnet werden
kann, wird die Gleichung als Durchschnittsnutzenprinzip bezeichnet. Sind alle Umweltzustände gleich wahrscheinlich, ist der Betrag des Erwartungsnutzens eines individuellen Akteurs im Gleichwahrscheinlichkeitsmodell gleich dem Durchschnittsnutzen.

## Maximierung des Durchschnittsnutzens als Entscheidungsregel
Für alle zur Verfügung stehenden Alternativen werden zunächst die Nutzenausprägungen in jeder möglichen Situation bestimmt, jede Ausprägung erhält dabei dieselbe Wahrscheinlichkeit.
Danach wird für alle erreichbaren Alternativen jeweils der resultierende Durchschnittsnutzen berechnet. Im Anschluss wird die Alternative mit dem maximalen Durchschnittsnutzen gewählt.

Maximierung des Durchschnittsnutzens

Harsanyi sieht in der Maximierung des Durchschnittsnutzens die einzige Entscheidungsregel, deren Anwendung in der Situation des Gleichwahrscheinlichkeitsmodells zulässig ist. In dem verwandten Konzept des „Schleiers des Nichtwissens“ von John Rawls wird eine Entscheidung nach der Maximin-Regel gefordert. Gegen ein solches Vorgehen wehrt sich Harsanyi entschieden.
Ein weiterer Unterschied zu Rawls ist, dass Harsanyi jeder Stimme ein Gewicht von {\displaystyle {\frac {1}{n}}} zuordnet, während Rawls jeder Stimme ein unendliches Gewicht gibt. Bei Harsanyi sind somit Mehrheitsentscheidungen möglich. Bei Rawls hingegen kann jedes Individuum durch ein Veto die Entscheidung verhindern.